# Церковь Воздвижения Креста Господня (Троицкое)
Церковь Воздвижения Креста Господня (Крестовоздвиженский храм) — православный храм в селе Троицкое Ростовской области; Ростовская и Новочеркасская епархия, Таганрогское благочиние.

## История
Трёхпрестольный Крестовоздвиженский храм в селе Троицкое был заложен в 1820 году, освящён в 1829 году. Построен из местного природного камня с использованием особого связывающего раствора, в состав которого входил яичный белок.
В 1922 году была закрыта и использовалась как зернохранилище. В 1941 году, во время немецкой оккупации Ростовской области, в храме содержались русские военнопленные. В 1943 году, во время боёв за освобождение села, были разрушены купол и колокольня храма. Через несколько лет после войны был проведен частичный ремонт здания церкви и в правом её приделе стали совершаться богослужения. В 1953 году митрополитом Ростовским и Новочеркасским Вениамином был освящён центральный придел храма в честь Воздвижения Креста Господня. В 1970—1980 годах храм был полностью отреставрирован.
В 2007 году была проведён ремонт купола храма и шатра колокольни, перестроены просфорная и котельная. В 2008 году реставрировался фасад церкви. В 2009 году были установлены металлопластиковые двери и окна.

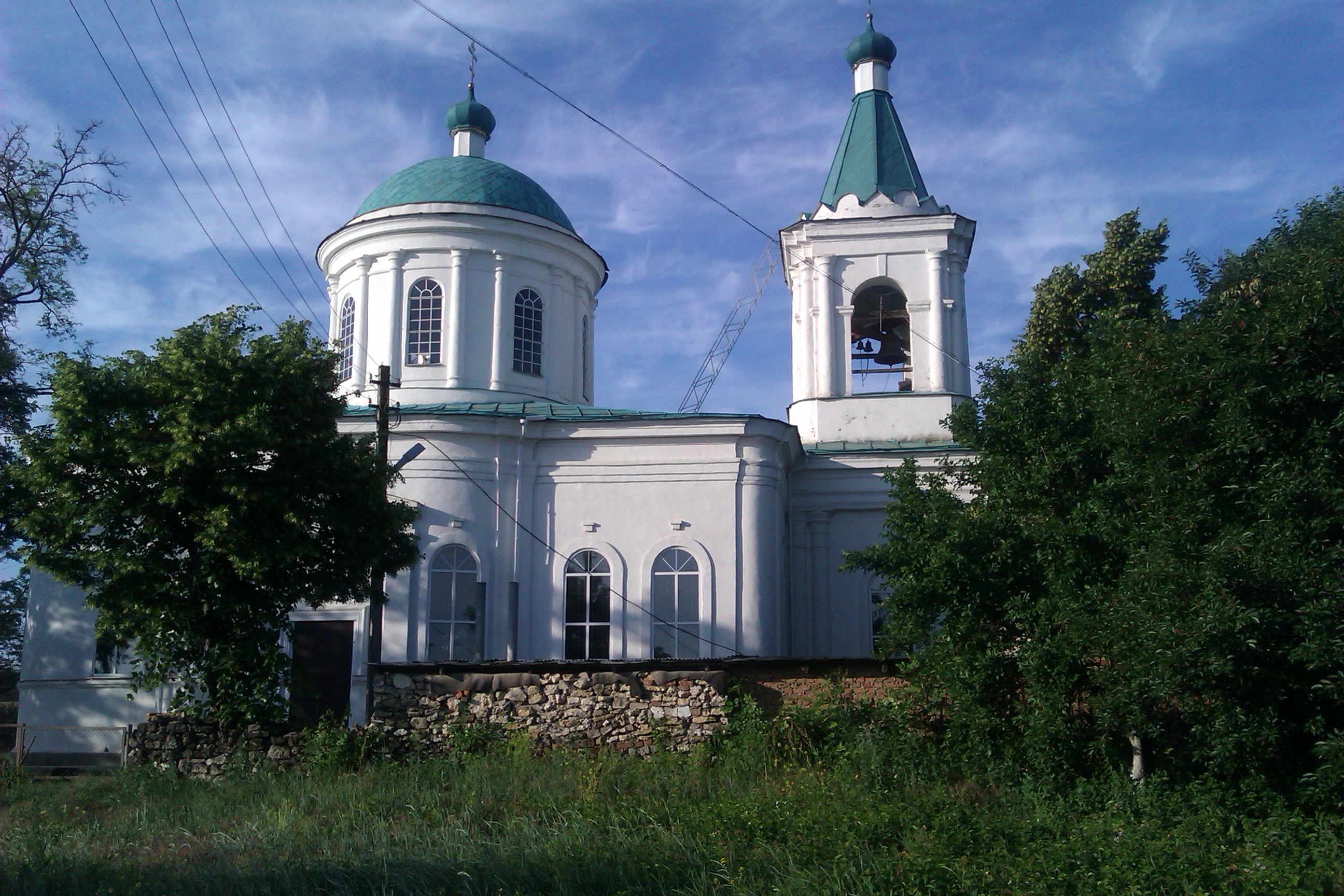
Храм со стороны улицы Мельничной

## Настоятели
Протоиерей Владимир Катаев с 1994 года по 2016 год. 
Иерей Андрей Викторович Пятницкий с 2016 года по 2020.
В настоящее время настоятелем храма является иерей Сергий Кудрич. 

## Адрес
Адрес: 346835, Ростовская область, Неклиновский район, село Троицкое, улица Октябрьская, 53.
Храм открыт с вторника по пятницу — с 08:00 до 14:00, в субботу — с 08:00 до 19:00, в воскресенье — с 08:00 до 17:00. Служба проводится по субботам и предпраздничным дням (с 17:00), а также воскресеньям и праздничным дням (с 07:30).